# Quinaria
La quinaria (pluriel : quinariae) est une unité romaine de superficie, à peu près égale à 4,2 cm2. Son utilisation principale était de mesurer la section transversale des tuyaux dans les systèmes de distribution d'eau romains. Un tuyau de quinaria mesure 2,31 cm de diamètre.
À l'époque romaine, il existait une ambiguïté considérable quant à l'origine du nom et à la valeur réelle d'une quinaria. Selon Frontinus :

« Ceux qui l’attribuent à Vitruve et aux plombiers, se fondent sur ce qu’une lame de plomb de cinq doigts de largeur, arrondie en forme de tube, fait un tuyau de cette mesure. Mais cette manière de l’apprécier est peu exacte : car, lorsqu’on courbe cette lame, la partie intérieure se resserre, et la partie extérieure s’étend. Ce qu’il y a de plus probable, c’est que le nom de quinaire vient du diamètre, qui est de cinq quarts de doigt, proportion qui s’applique également aux autres modules jusqu’au vicenaire, chacun d’eux prenant son accroissement de l’addition successive d’un quart de doigt au diamètre : ainsi le senaire a six quarts de doigt de diamètre, le septenaire sept, et ainsi de suite jusqu’au vicenaire. »

— Frontinus, De aquæductibus urbis Romæ
En d'autres termes, Vitruve a affirmé que le nom était dérivé d'un tuyau créé à partir d'une feuille de plomb plate « d'une largeur de 5 pouces », d'environ 9,25 cm (3,64 dans[Quoi ?]), mais Frontinus a contesté le caractère définitif de cette solution car la circonférence extérieure du tuyau résultant serait plus grande que la circonférence intérieure. Selon Frontinus, le nom et la valeur proviennent d'un tuyau ayant un diamètre de « ⁵⁄₄ de pouce ». En utilisant l’étalon de Vitruve, la valeur d’une quinaria est de 6,81 cm2 ; le tuyau résultant aurait un diamètre de 2,94 cm.